# 叉分蓼
叉分蓼（学名：Polygonum divaricatum）为蓼科蓼属下的一个种。

## 扩展阅读
- 維基物種上的相關：叉分蓼